# Glenfinnan
Glenfinnan è un paese situato nella regione di Lochaber, nelle Highlands, la regione degli altopiani della Scozia. Sorge all'estremità settentrionale del Loch Shiel, ai piedi del Glen Finnan.

## Carlo il bello
Carlo Edoardo Stuart innalzò i suoi stendardi a Glenfinnan il 19 agosto 1745, esortando i capi dei clan giacobiti a radunarsi in quel luogo per sostenere lui e suo padre, Giacomo Edoardo Stuart, che rivendicava sia il trono di Scozia sia quello inglese. Diversi capi risposero alla sua chiamata, fornendo 2400 uomini a Carlo. Il 1745 segna l'inizio dell'ascesa del movimento giacobita, che sarebbe terminata disastrosamente con la Battaglia di Culloden.
Nel 1815, Alessandro Macdonald di Glenaladale fece costruire una torre a Glenfinnan in memoria dell'evento. La torre fu progettata dall'architetto scozzese James Gillespie Graham. Centinaia di giacobiti si riunivano entusiasti in questo luogo il 19 agosto di ogni anno. La torre è divenuta anche un monumento ad Alessandro Macdonald, che morì prima del termine della sua costruzione.
Il Visitor Centre di Glenfinnan, curato dal National Trust for Scotland, fornisce informazioni, biglietti e si possono trovare esposizioni, un negozio, un bar e servizi igienici.
Ogni anno, il sabato più vicino al 19 agosto, si celebrano i Glenfinnan Gathering and Games.

## Il viadotto di Glenfinnan
La stazione ferroviaria di Glenfinnan sorge circa a metà della pittoresca linea West Highland Railway, tra Fort William e Mallaig. Il treno Jacobite Steam Train è uno dei tanti a transitare regolarmente su questi binari, e poco prima di arrivare a Glenfinnan dalla direzione di Fort William, attraversa un viadotto sorretto da una serie di archi.

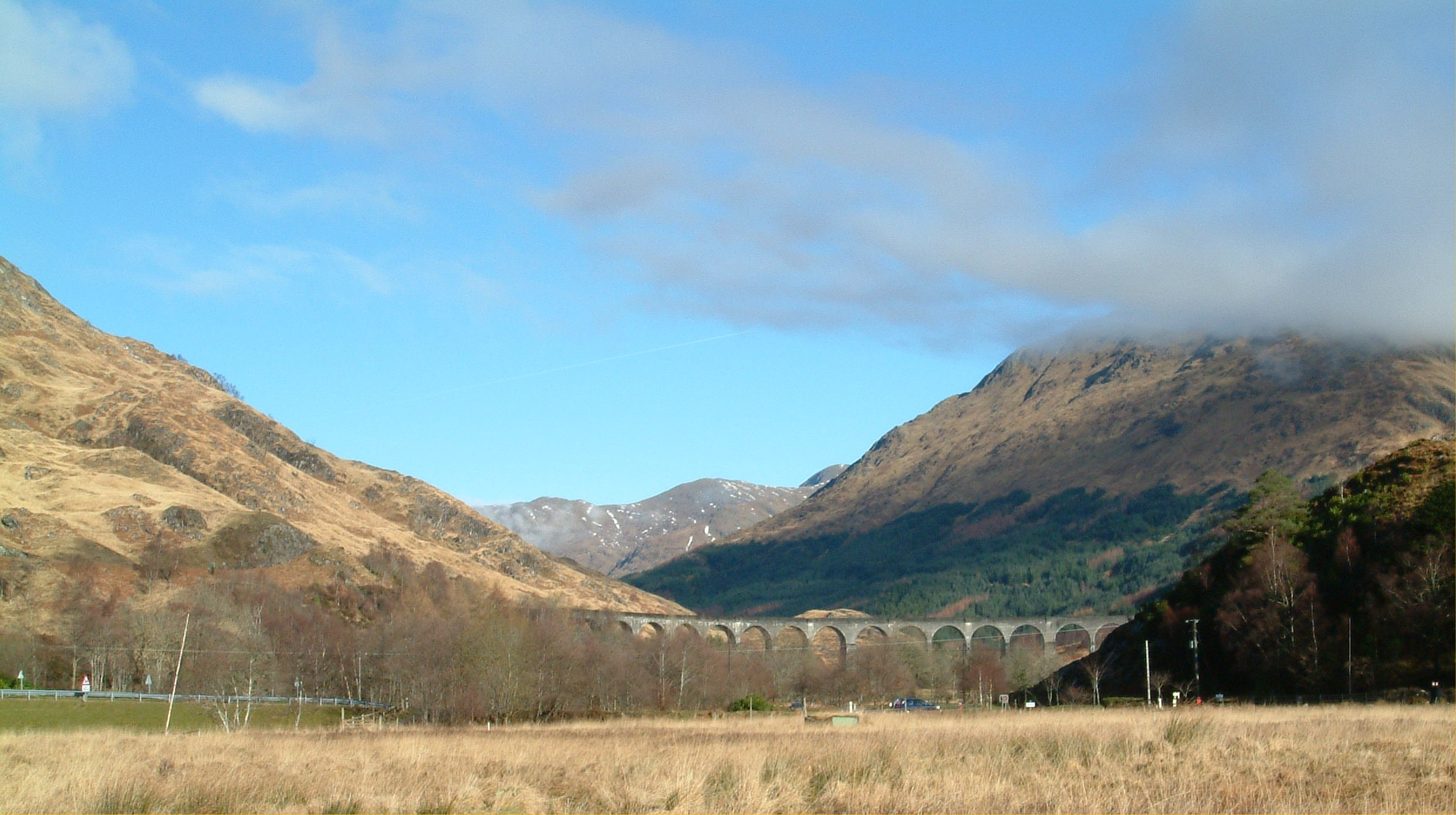
Il viadotto di Glenfinnan.

Il viadotto fu costruito tra il 1897 e il 1901 dall'ingegnere Sir Robert McAlpine. È costituito di 21 archi, e raggiunge l'altezza di 30 m. Una targa alla base di una delle arcate è stata posta per commemorare il centenario del viadotto stesso.
Il viadotto di Glenfinnan ha acquistato notorietà recentemente grazie ai film su Harry Potter: in Harry Potter e la camera dei segreti, il secondo dedicato al maghetto, il Jacobite Steam Train è stato trasformato nell'espresso per Hogwarts e ripreso mentre attraversava il viadotto.

## Curiosità
Secondo il film Highlander, l'ultimo immortale, Connor MacLeod, il protagonista, nacque a Glenfinnan nel 1518. Il suo lontano cugino Duncan MacLeod (secondo la serie televisiva) nacque, sempre qui, nel 1592.